# 弗拉基米尔·韦特罗夫
弗拉基米尔·伊波里托维奇·韦特罗夫（俄语：Владимир Ипполитович Ветров，1932年10月10日—1985年1月23日）冷战时期向法国和北约投诚的高级克格勃间谍，他向西方透露了苏联窃取西方技术的相关信息。法国领土监护局给他的代号是Farewell。